# Mariusz Arno Jaworowski
Mariusz Arno Jaworowski (ur. 21 lutego 1959) – polski tłumacz, producent, reżyser i opiekun artystyczny pracujący dla The Walt Disney Company. Wystąpił w telewizji, gdy udzielił wywiadu w filmie dokumentalnym TVP2 Jubilaci, dotyczącym Studia Opracowań Filmów w Warszawie, gdzie nadzorował wykonywanie polskich dubbingów dla The Walt Disney Company. Obecnie pełni tę samą funkcję w innych studiach. Był odpowiedzialny za współpracę z Europę Wschodnią, gdzie produkował dubbingi dla TWDC. Do wielu filmów przygotowywał także teledyski muzyczne.

## Opieka artystyczna
Jako opiekun artystyczny Mariusz Arno Jaworowski nadzoruje wykonanie przez studia polskiego dubbingu produkcji Disneya. Pracował przy następujących filmach:
- 2014: Czarownica
- 2014: Kapitan Ameryka: Zimowy żołnierz
- 2014: Strażnicy Galaktyki
- 2013: Iron Man 3
- 2013: Kraina lodu
- 2013: Oz: Wielki i potężny
- 2013: Thor: Mroczny świat
- 2012: Avengers
- 2012: Merida Waleczna
- 2011: Giganci ze stali[1]
- 2010: Alicja w Krainie Czarów
- 2009: Góra Czarownic
- 2009: Załoga G
- 2008: Dzwoneczek
- 2008: Opowieści z Narnii: Książę Kaspian
- 2008: Piorun
- 2008: WALL·E
- 2007: Ratatuj
- 2007: Zaczarowana
- 2007: Rodzinka Robinsonów
- 2006: Auta
- 2005: Kurczak Mały
- 2005: Opowieści z Narnii: Lew, czarownica i stara szafa
- 2004: Rogate ranczo
- 2003: Gdzie jest Nemo?
- 2002: Lilo i Stich
- 2001: Atlantyda. Zaginiony ląd
- 2001: Potwory i spółka
- 2000: Nowe szaty króla
- 2000: Titan – Nowa Ziemia
- 2000: Tygrys i przyjaciele
- 1999: Inspektor Gadżet
- 1999: Tarzan
- 1998: Dawno temu w trawie
- 1998: Mulan
- 1997: George prosto z drzewa
- 1997: Herkules
- 1996: 101 dalmatyńczyków
- 1995: Toy Story 2
- 1989: Mała syrenka
- 1988: Oliver i spółka

## Tłumaczenia
Poniżej znajduje się lista wybranych pozycji przetłumaczonych na język polski przez Mariusza Arno Jaworowskiego.

### Filmy aktorskie
- 1994: Ace Ventura: Psi detektyw (emisja 2012 w TVP)[2]
- 1960: Spartakus (emisja 2013 w TVP)[2]
- 2014: Wywiad ze Słońcem Narodu (emisja 2015 w HBO/Cinemax)

### Seriale aktorskie
- 2015: Stalker (na kanale 13 Ulica)

### Seriale animowane
- 1985: Yogi, łowca skarbów (wersja lektorska z 1987 roku)
- 1976–1981: The Muppet Show
- 1960–1969: Królik Bugs przedstawia

### Książki i czasopisma
- 1993: Piękna i Bestia (wydanie książkowe, ISBN 83-7123-019-2)
- 1992–2001: Królik Bugs (czasopismo)
- 1991–1994: Mickey Mouse (czasopismo)
- 1991: Bajki z Ulicy Sezamkowej (przekład prozy; przekład wierszy Tomasz Wyżyński, ISBN 83-207-1385-4)

## Reżyseria
- 2013: Rick i Morty (druga wersja dubbingu dla Comedy Central)